# 1995 FV
1995 FV är en asteroid i huvudbältet som upptäcktes den 28 mars 1995 av den japanska astronomen Takao Kobayashi vid Ōizumi-observatoriet.